# Zerlach
Zerlach är en ort i  kommunen Kirchbach-Zerlach i Österrike. Den ligger i distriktet Südoststeiermark i förbundslandet Steiermark.
Zerlach var tidigare en självständig kommun, men blev den 1 januari 2015 en del av kommunen Kirchbach in Steiermark, som 1 januari 2016 bytte namn till Kirchbach-Zerlach.   
Kommunen bestod av sex orter (Ortschaften) (inom parentes invånarantal 1 januari 2024):
- Breitenbuch (393)
- Dörfla (470)
- Kittenbach (85)
- Maxendorf (191)
- Weißenbach (147)
- Zerlach (361)